# Diadegma acutum
Diadegma acutum là một loài tò vò trong họ Ichneumonidae.